# Bartholins körtlar

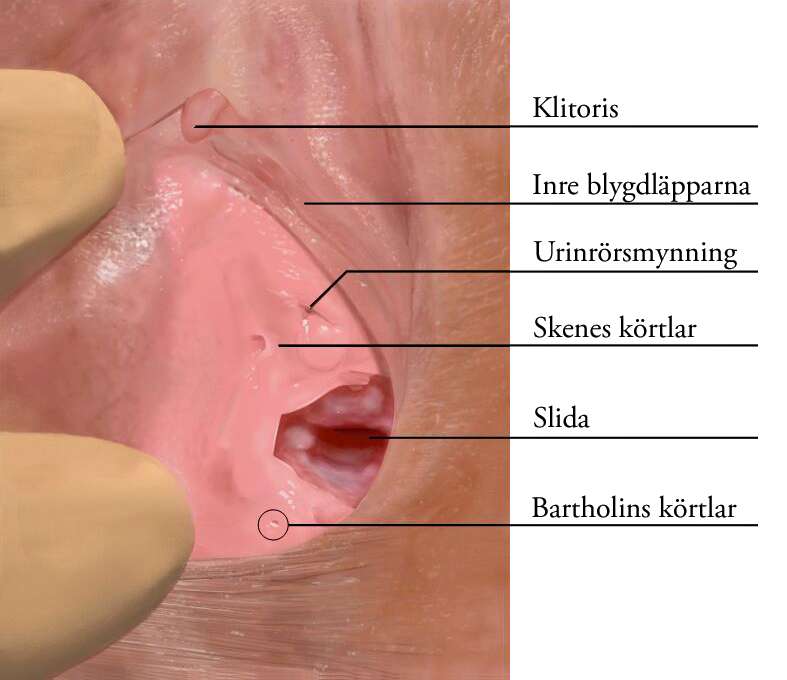
Bilden visar var Bartholins körtlar sitter.

Bartholins körtlar (anatomiskt benämnda glandula vestibularis major) är två ärtstora körtlar belägna  i den bakre delen av kvinnans inre blygdläppar, nära mellangården. De mynnar mellan insidan av respektive inre blygdläpp och på vardera sidan av den bakre delen av slidmynningen. De påvisades av den danske anatomen Caspar Bartholin (1655–1738). Körtlarna producerar ett mjukgörande, genomskinligt sekret, som ökas vid sexuell upphetsning.
Bartholins körtlar är homologa med Cowpers körtlar hos mannen, och upptäcktes första gången i kor av den franske anatomen Guichard Joseph Duverney (1648–1730).

## Bartolinit
Om en eller båda körtlarna blir inflammerade kallas detta för bartolinit. Detta gör att öppningen svullnar igen så att sekretet inte kan komma ut, varpå en ömmande varböld kan bildas. Detta brukar göra så att blygdläpparna blir röda, ömma och svullna. Det kan även bli svårt att gå och sitta. Inflammationen beror vanligtvis på bakterieinfektioner, men kan även orsakas av virus, och går oftast över efter medicinering. I undantagsfall får man öppna bölden med ett litet kirurgiskt ingrepp. Bartolinit är inte smittsamt eller farligt.